# Bombardier Transportation
Bombardier Transportation war ein weltweit tätiger Hersteller von Schienenfahrzeugen mit Geschäftssitz in Berlin. Bis 2021 bildete das Unternehmen einen Teilkonzern des kanadischen Unternehmens Bombardier. Es wurde im Januar 2021 vom französischen Konkurrenten Alstom übernommen.
Das Produktportfolio des Unternehmens umfasste Lokomotiven, Triebwagen, Straßenbahn- und Stadtbahn-Fahrzeuge, U-Bahn- und S-Bahn-Fahrzeuge und Reisezugwagen sowie Stellwerke.

## Geschichte

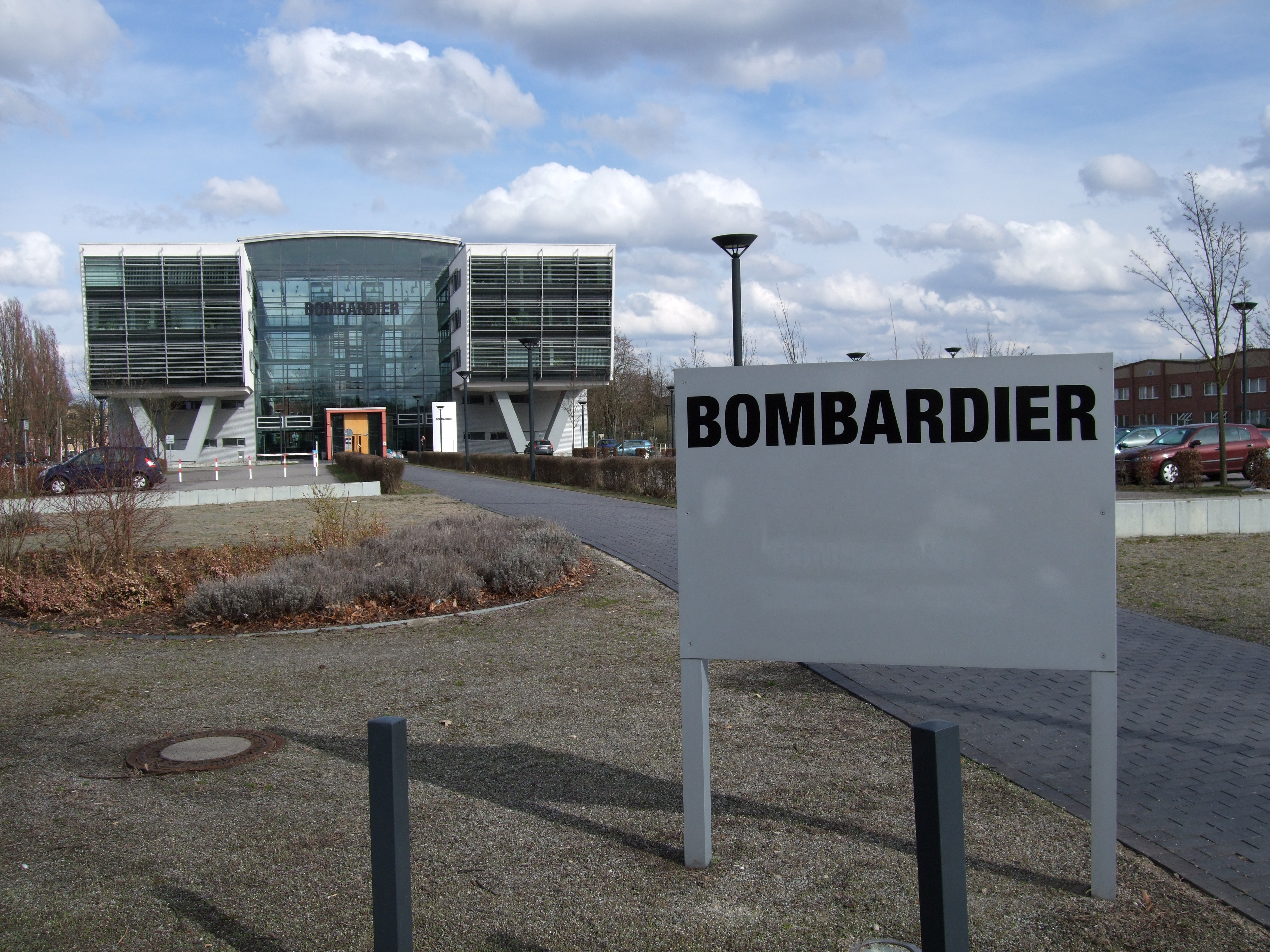
Hauptgebäude des Werks Hennigsdorf

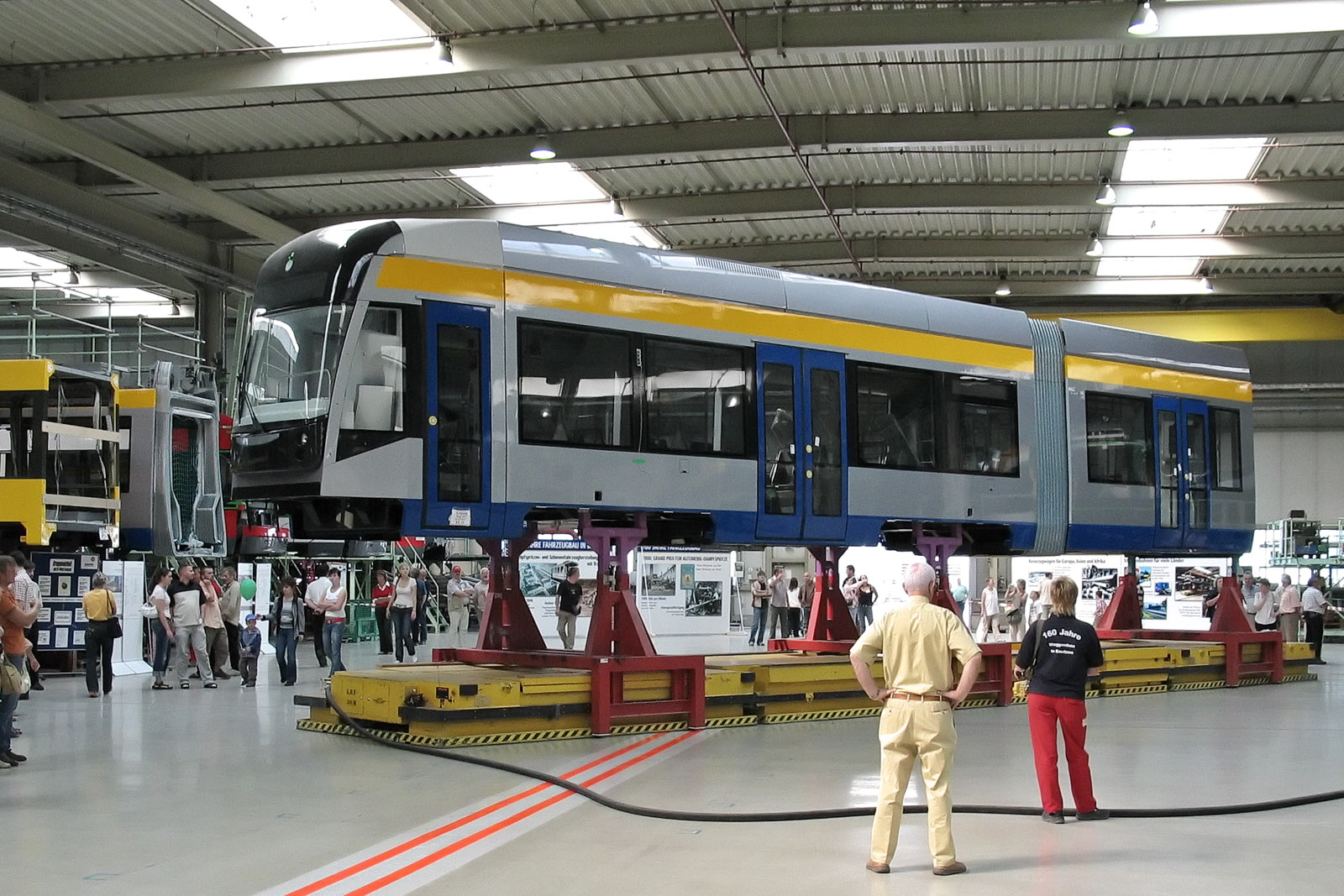
Montagehalle im Werk Bautzen anlässlich des 160-jährigen Bestehens des Standortes (2006)

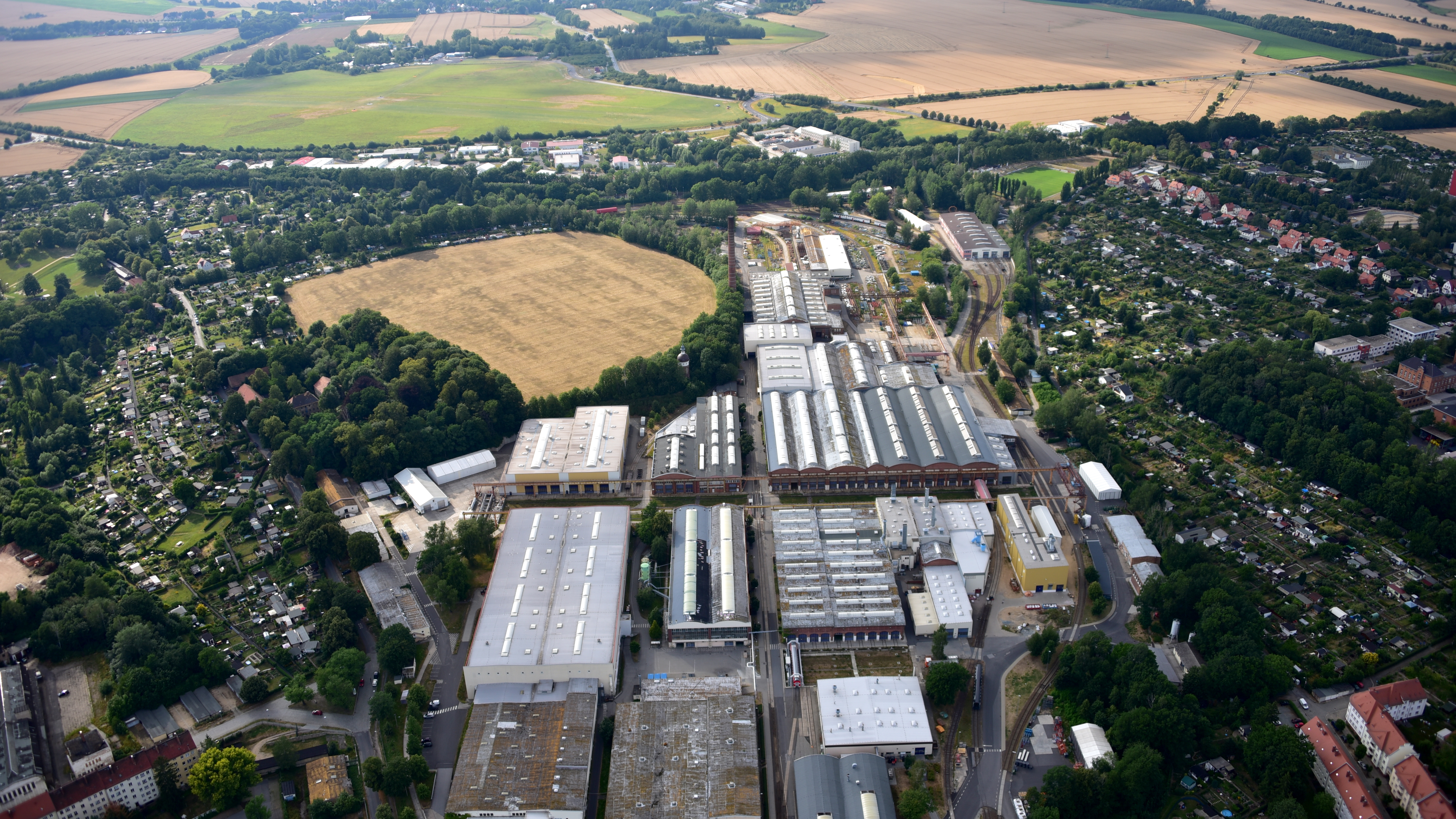
Görlitz, Bombardier Transportation GmbH, Luftaufnahme (2019)

### Übernahmen bis 2001
Der Einstieg von Bombardier in den Schienenfahrzeugbau erfolgte 1970 mit der Übernahme der österreichischen Lohner-Werke, die zu diesem Zeitpunkt Straßenbahnwagen für den österreichischen Markt produzierten. Bombardier Transportation wurde 1974 gegründet, nachdem Bombardier einen Großauftrag über 423 U-Bahn-Waggons für die Stadt Montreal bekommen hatte. 1975 kaufte Bombardier von American Locomotive Company die kanadische Tochter Montreal Locomotive Works, die bis 1985 Lokomotiven herstellte.
Im Jahr 1995 kehrte Bombardier Transportation mit weiteren Übernahmen von Firmen in Frankreich, Österreich und Deutschland ins Transportgeschäft zurück. In Deutschland übernahm Bombardier 1995 die Waggonfabrik Talbot in Aachen und 1998 die Deutsche Waggonbau (ehemals Kombinat Schienenfahrzeugbau) mit Betrieben in Berlin, Halle, Görlitz, Bautzen, Vetschau und Niesky. Die erst 1997 von der Deutschen Waggonbau übernommene Vevey Technologies in Villeneuve in der Schweiz wechselte ebenfalls zu Bombardier.
Im Jahr 2001 erfolgte die Übernahme von DaimlerChrysler Rail Systems (Adtranz) mit der Zentrale im Norden Berlins nahe dem Flughafen Tegel und dem größten Werksstandort Hennigsdorf. Auch die anderen deutschen Adtranz-Standorte in Mannheim, Kassel, Nürnberg, Dreis-Tiefenbach und Braunschweig kamen damit zu Bombardier. In der Schweiz von der Übernahme betroffen waren die Standorte Zürich und Turgi sowie Pratteln, der entgegen den damaligen Adtranz-Planungen von Bombardier zunächst beibehalten wurde.
Auch die Adtranz-Standorte in Großbritannien, Dänemark (früher Scandia A/S in Randers), Schweden, Norwegen, Portugal, Italien und Polen sowie das Joint Venture in der Volksrepublik China wurden übernommen. Adtranz hatte unter anderem den „Turbostar“-Diesel-Triebzug und die deutschen TRAXX-Lokomotiven gebaut, die seitdem unter der Marke Bombardier hergestellt wurden, Stand Mai 2024 wurden sie von Alstom weiterhin produziert.

### Neustrukturierung ab 2001
Am 13. November 2001 kündigte das Unternehmen eine grundlegende Neustrukturierung seiner europäischen Produktionsaktivitäten an. Kapitalintensive Tätigkeiten sollten dabei in spezialisierten Werken gebündelt werden. Vor allem in Deutschland mussten dabei kartellrechtliche Einwände berücksichtigt werden. Das erst 2000 zwischen Stadler und Adtranz gegründete Joint-Venture Stadler Pankow GmbH wechselte 2001 vollständig in den Besitz der Stadler Rail Group und damit die Lizenzen einiger Fahrzeuge wie zum Beispiel „Regio-Shuttle“ und „Variobahn“.
Anfang 2003 gründete das Unternehmen mit Bombardier – CPC Propulsion Systems in China ein Joint Venture zur Produktion und Vermarktung von Antriebskomponenten. Mit Wirkung zum 1. Mai 2003 verkaufte das Unternehmen sein Werk Vetschau an eine ungarische Investorengruppe. Im Herbst 2003 kündigte das Unternehmen an, aufgrund von Verlusten mindestens sechs seiner damals 37 Werke in Europa zu schließen.

### Neustrukturierung ab 2004
Im Zuge der Rezession im Schienenfahrzeugbau entschied die Konzernleitung, die Geschäftssparte Transportation zu verkleinern, was vor allem Europa traf. Die Entscheidung wurde bei der Bilanz-Medienkonferenz im März 2004 bekanntgemacht. Die Redimensionierung umfasste die Schließung von sieben Produktionsstandorten in fünf Ländern sowie einen Abbau von weltweit 6600 Stellen (davon 86 Prozent in Europa) beziehungsweise 18,5 Prozent der gesamten Belegschaft von Bombardier Transportation.
Bereits bis Ende 2004 erfolgte die Schließung des traditionsreichen Standortes Nürnberg, in Amadora, der einzigen Produktionsstätte in Portugal sowie zweier Produktionsstätten in Großbritannien. Bis zum 31. Dezember 2005 wurden ein weiteres Werk in Großbritannien und ein Werk im schwedischen Kalmar geschlossen. Zum selben Termin wurden das Werk Ammendorf in Halle (Saale) mit über 700 Beschäftigten und das Werk Pratteln im Kanton Basel-Landschaft mit 520 Beschäftigten geschlossen, wobei letzteres bereits seit dem 28. April 2005 weitgehend stillgelegt war. Die Werkstilllegungen machten nur einen Teil des Stellenabbaus aus; in Deutschland wurden weitere 1200 Stellen (von insgesamt 10.100), in der Schweiz weitere 70 Stellen (von insgesamt 1350) abgebaut.
Auch nach Abschluss der Restrukturierung blieb Deutschland mit acht Produktionsstandorten und etwa 8600 Beschäftigten der größte Standort von Bombardier Transportation, gefolgt von Großbritannien mit sechs Werken und knapp 4300 Beschäftigten. In der Schweiz blieben noch knapp 760 Beschäftigte verteilt auf den Produktionsstandort Villeneuve (Kleinserien, knapp 160 Beschäftigte) und die Entwicklungsstandorte Zürich Oerlikon und Turgi. In Österreich hatte das Kompetenzzentrum für Straßen- und Stadtbahnen am Bombardier Standort Wien, den ehemaligen Lohnerwerken, damals etwa 700 Beschäftigte.

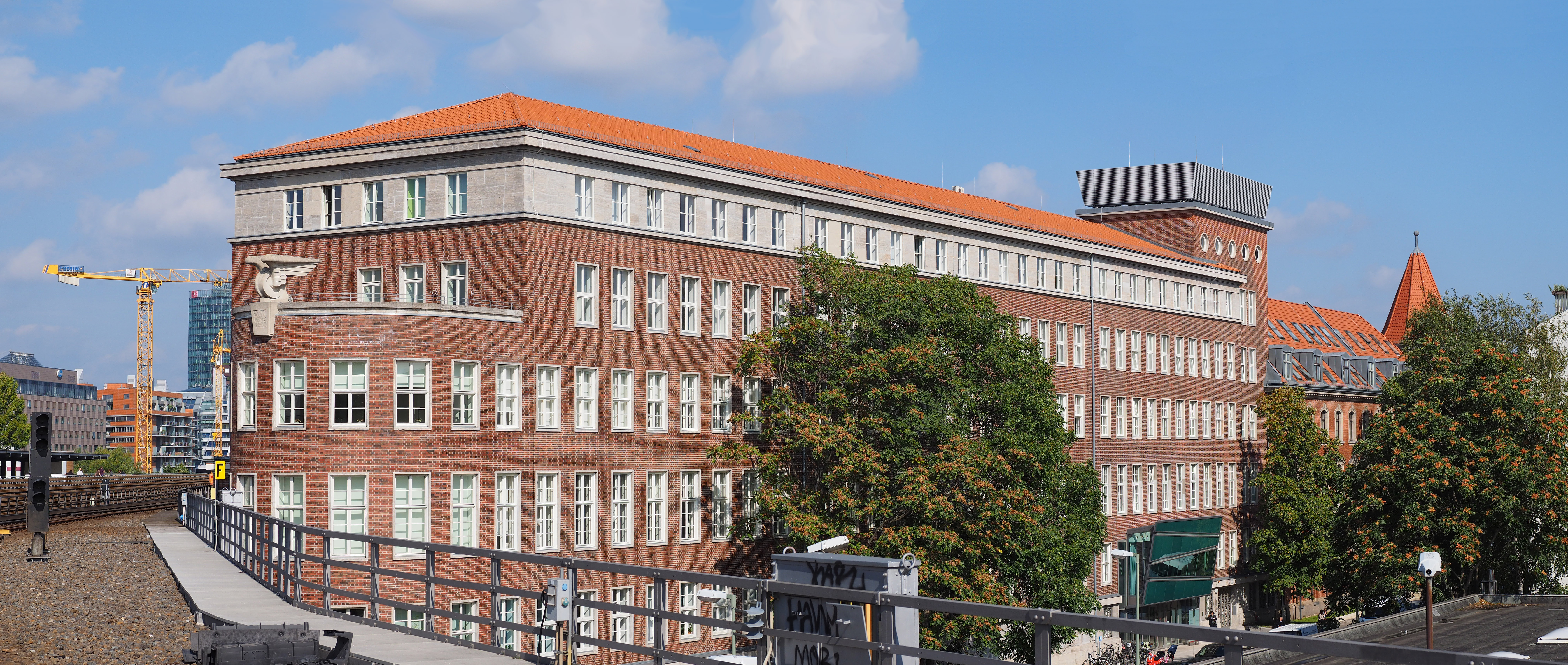
Blick auf das ehemalige Dienstgebäude der Königlichen Eisenbahndirektion vom unteren Bahnsteig des U-Bahnhofs Gleisdreieck in Berlin aus gesehen

Die Zentrale von Bombardier Transportation wurde 2006 in das ehemalige Gebäude der Königlichen Eisenbahndirektion, dann in die Reichsbahndirektion Berlin am Schöneberger Ufer 1 und am 3. Juli 2017 an den Potsdamer Platz, Eichhornstraße 3, verlegt.

### Aufträge seit 2010

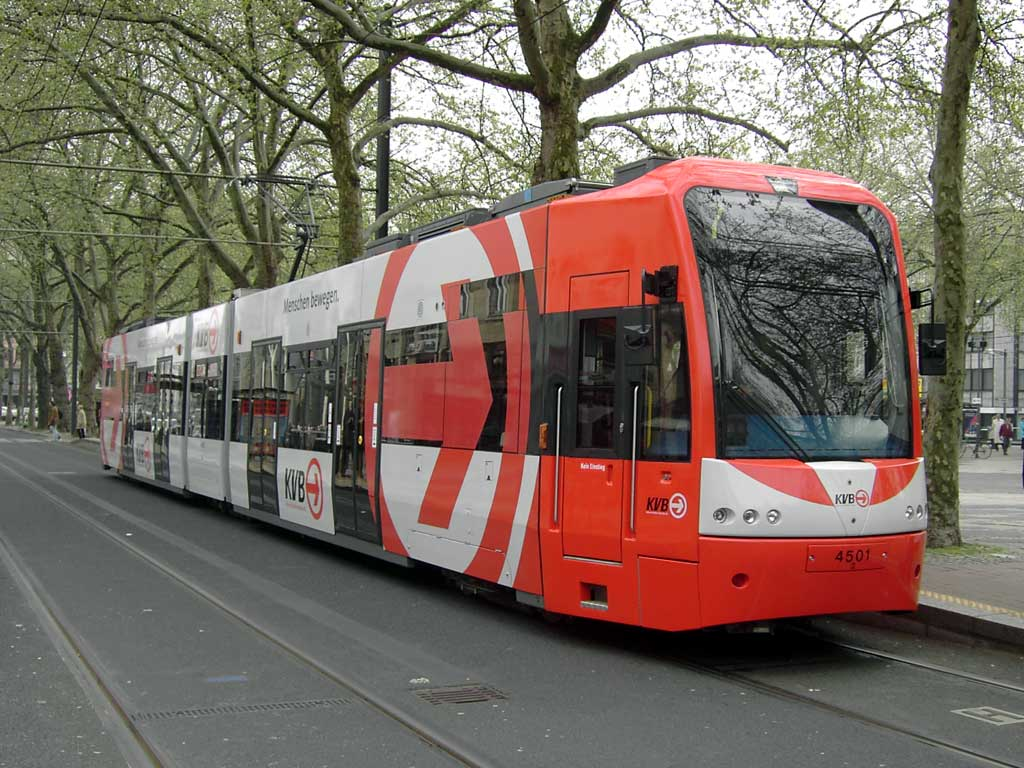
Stadtbahnwagen Flexity Swift, hier: Köln

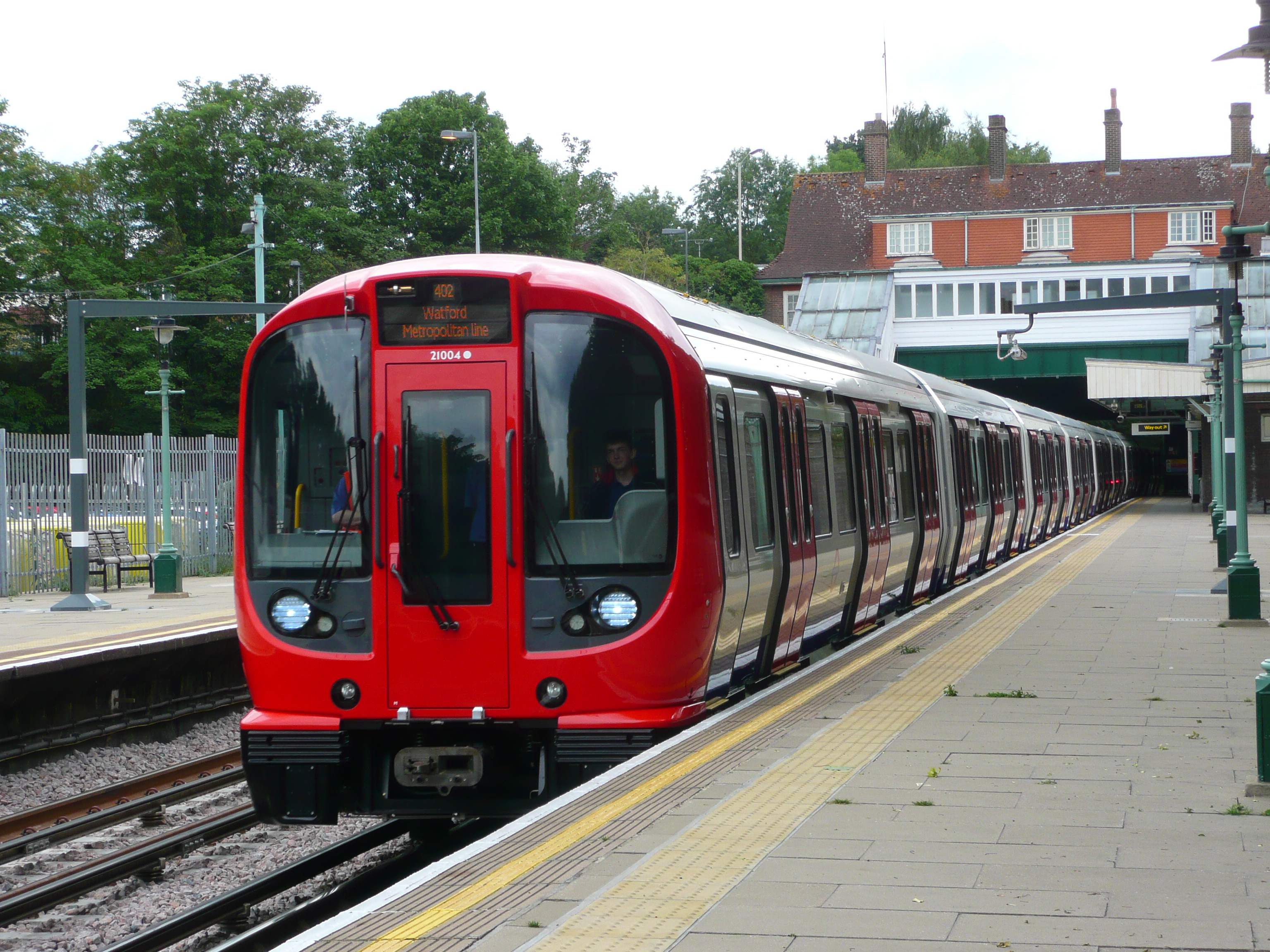
London Underground S Stock

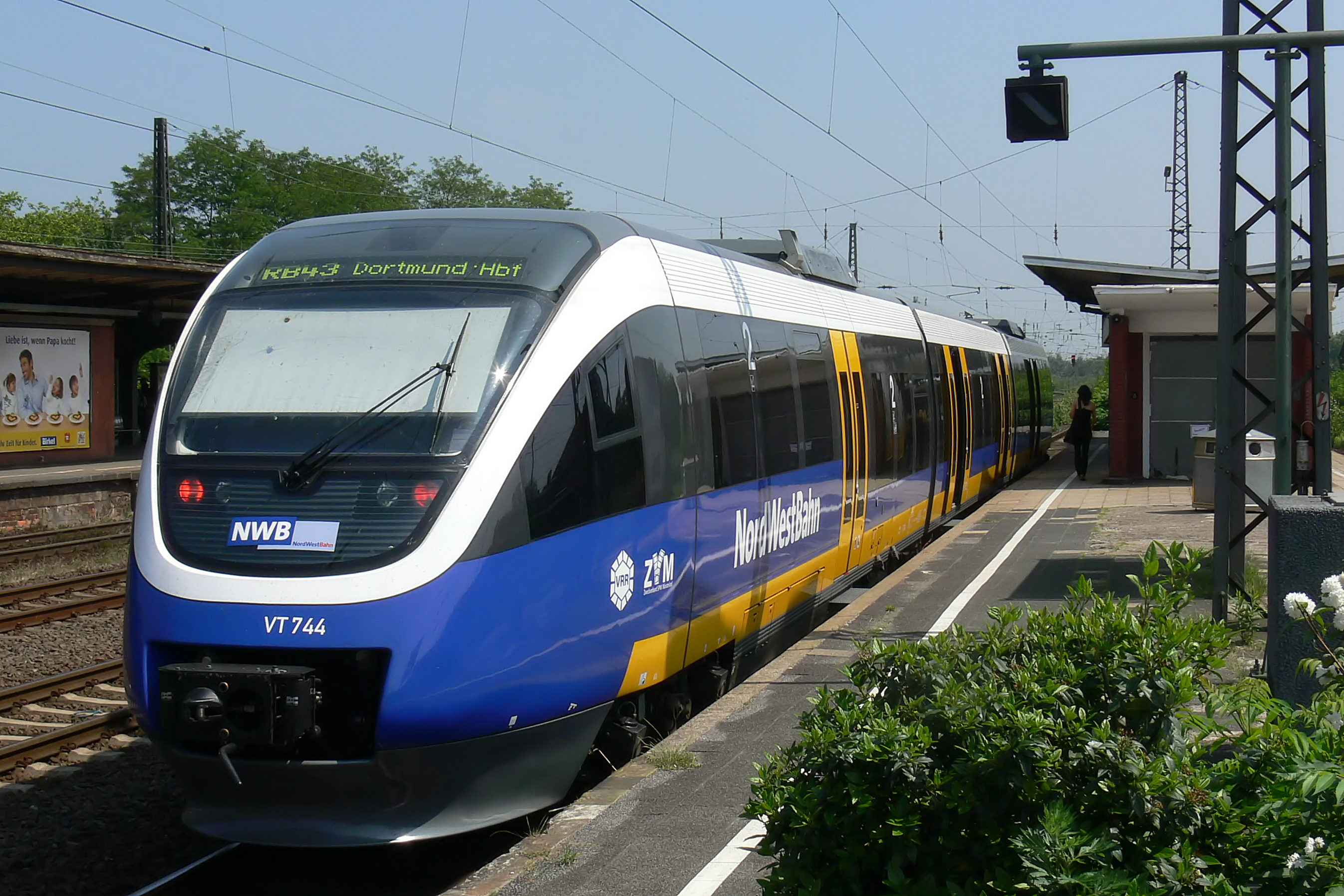
Dieseltriebzug Talent

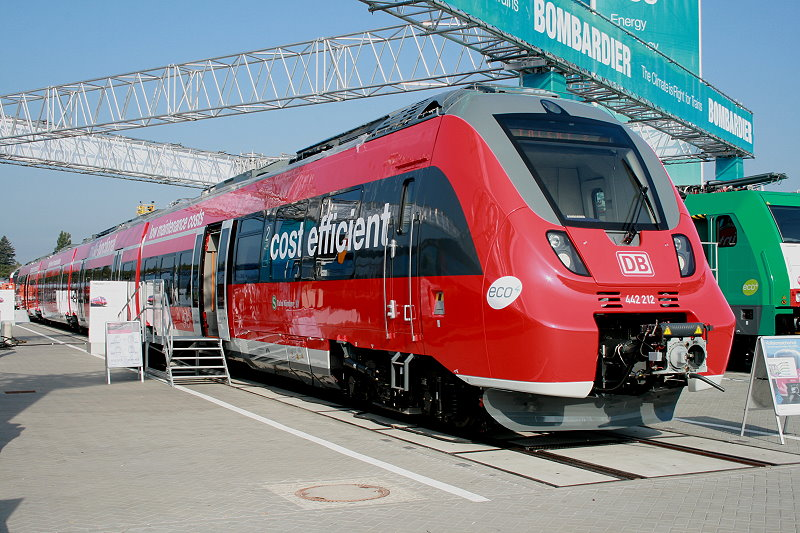
Elektrotriebzug Talent 2

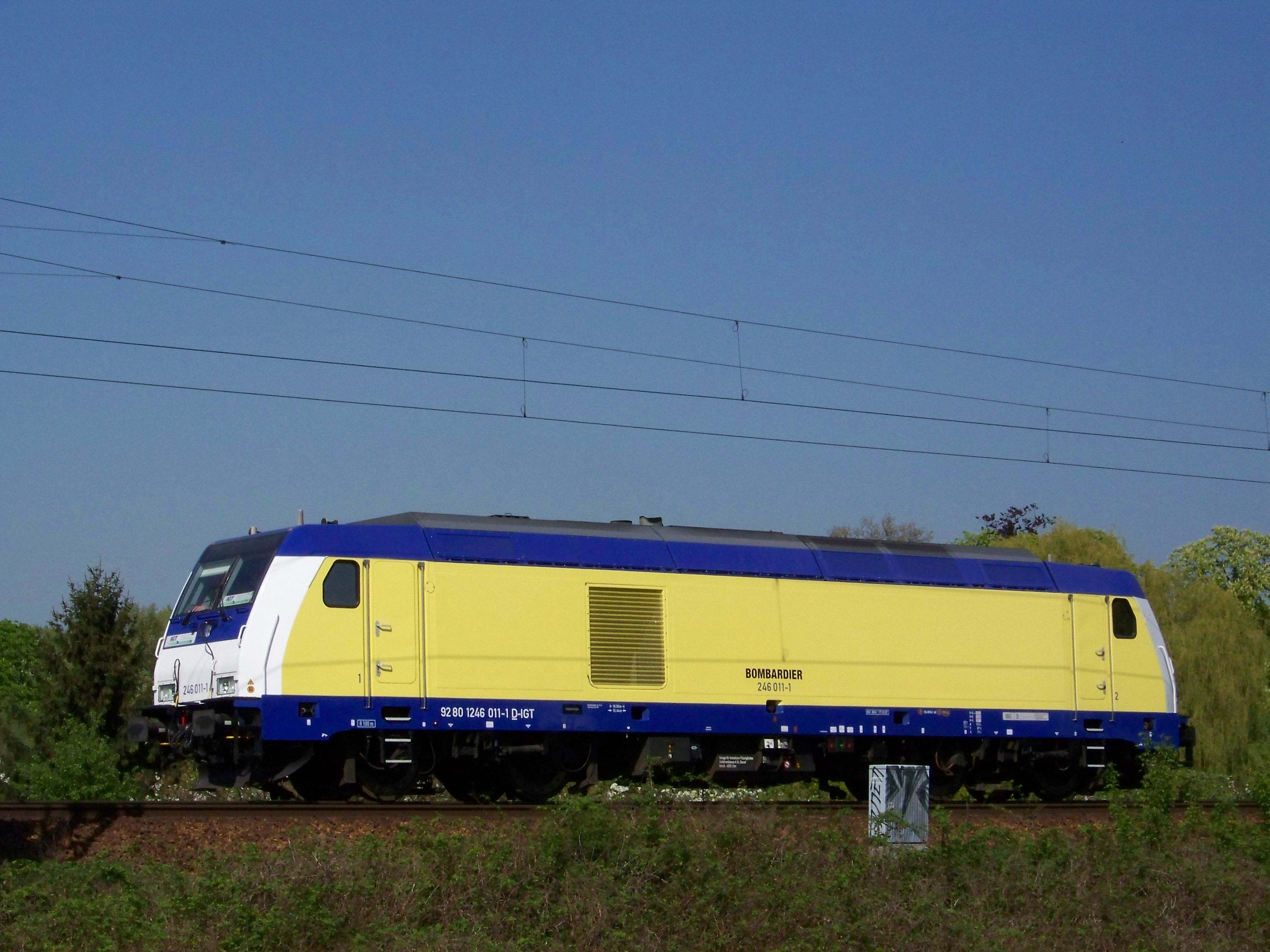
TRAXX Baureihe 246

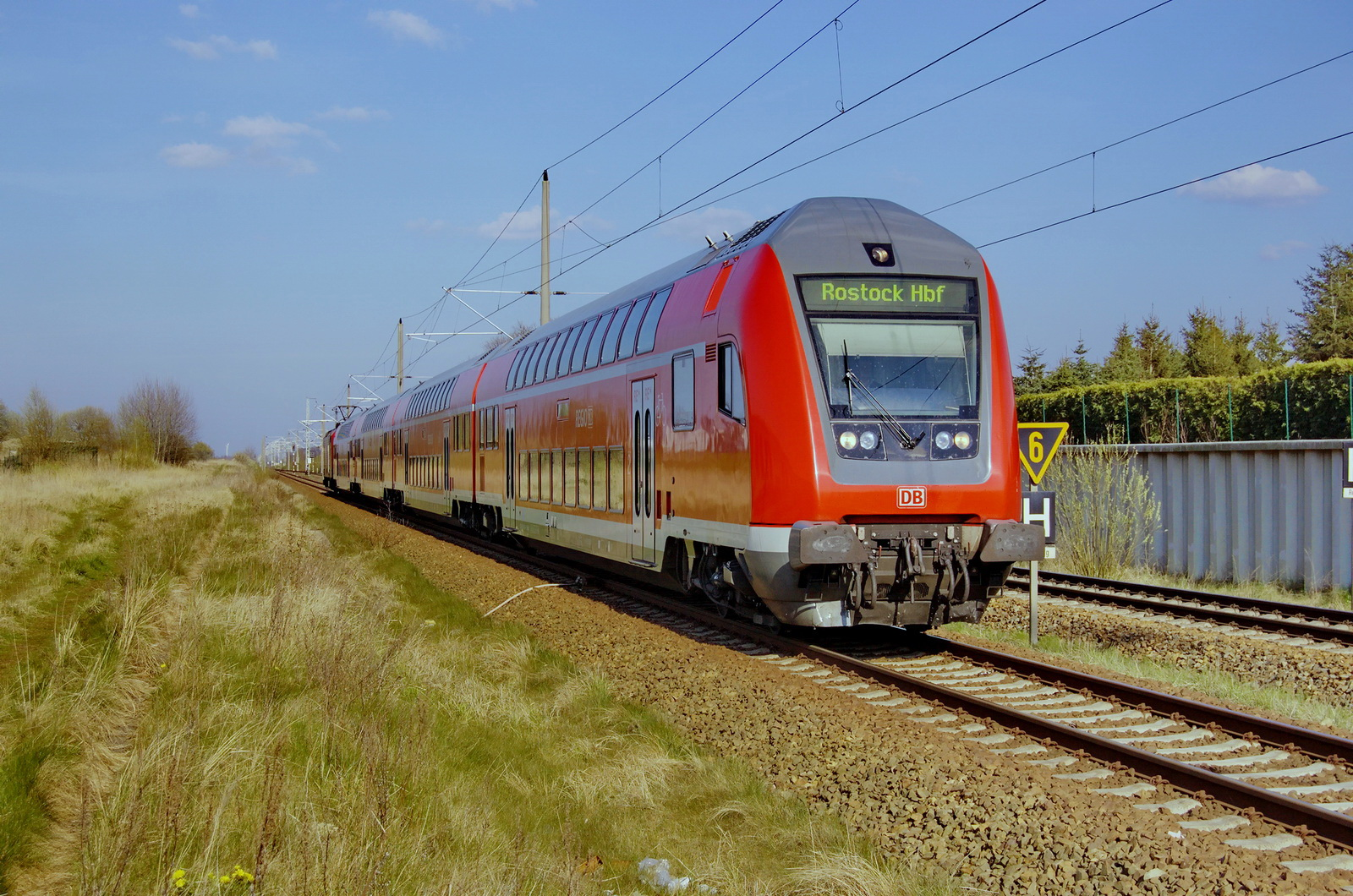
Doppelstockwagen der DB

Am 12. Mai 2010 erhielt Bombardier von den Schweizerischen Bundesbahnen SBB den Auftrag zur Lieferung von 59 Doppelstockzügen (Twindexx) für den Fernverkehr. Das Gesamtvolumen des Auftrages lag bei rund 1,9 Milliarden Schweizer Franken. Bombardier fertigte die neukonstruierten Züge an seinen Standorten im schweizerischen Villeneuve und im deutschen Görlitz. Der Auftrag, der mit großen Verzögerungen und daraus resultierender Konventionalstrafe einherging, sollte 2022 mit der letzten Auslieferung abgeschlossen werden.
Bei den Regionaltriebzügen der Baureihe Talent 2 kam es zu Verzögerungen bei der Zulassung, die zur Intervention des Bundesverkehrsministers führten. Bis zum Sommer 2013 waren 210 Züge an die Deutsche Bahn übergeben worden, die alle verspätet zum Einsatz kamen.
Zum Jahresbeginn 2013 erhielt Bombardier Transportation auch erstmals einen Auftrag eines privaten Betreibers für diese Fahrzeuge. Bei den 2016 von Abellio Baden-Württemberg bestellten 52 Zügen konnten ebenfalls in einer Ausschreibung gewonnene Verkehre vom neuen Betreiber nicht wie geplant mit neuen Fahrzeugen bedient werden.
Im Oktober 2012 wurde bekannt, dass Bombardier das Aachener Werk mit 600 Arbeitsplätzen im Sommer 2013 nach Abschluss von Großaufträgen schließen wolle. Es gebe keine Anschlussaufträge, wurde zur Begründung ausgeführt. Trotz Intervention verschiedener Gruppen hielt Bombardier an der Schließung fest.
Im Februar 2013 reichte die Deutsche Bahn beim Landgericht Berlin Klage gegen Bombardier ein, sie forderte Schadenersatz aufgrund der aufgetretenen Probleme mit der Neigetechnik der Regio-Swinger.
Im November 2015 wurde das gesamte Vermögen von Bombardier Transportation aus der Bombardier Inc. herausgelöst und in die neu gegründete Holdinggesellschaft Bombardier Transportation (Investment) UK Ltd eingebracht, an der die Caisse de dépôt et placement du Québec mit 30 % beteiligt war.
In Deutschland erwirtschaftete Bombardier in den Jahren 2012–16 Verluste, ein Stellenabbau war geplant. Verschiedene Entwicklungs- und Fertigungsstellen sollten an bestimmten Standorten zusammengelegt werden, beispielsweise der Lokomotivbau in Kassel und die zugehörige Entwicklung am Standort Mannheim.
Die Probleme mit verspäteter Zulassung und Mängeln in der Software wiederholten sich bei den Bestellungen des Modells Talent 3 ebenso wie bei den IC-Doppelstockzügen. Bei letzteren verweigerte die Deutsche Bahn Anfang 2020 wegen Mängeln die Abnahme von weiteren 25 fertig gestellten Exemplaren, nachdem sie mit 44 Zügen Betriebserfahrungen gesammelt hatte. Im August 2021 stornierten die Österreichischen Bundesbahnen einen Auftrag über die Lieferung von 46 Talent-3-Triebzügen.
Im Dezember 2019 wurde am Standort Bautzen ein neues Testzentrum in Betrieb genommen, in dem drei bis zu 120 m lange Fahrzeuge parallel geprüft werden können.

### Übernahme durch Alstom 2021
Am 12. Februar 2020 wurden Medienberichte bekannt, nach denen der französische Schienenfahrzeughersteller Alstom die Eisenbahnsparte von Bombardier übernehmen will. Am 17. Februar 2020 bestätigte Alstom die Übernahmeabsicht, mit der ein Bahntechnikkonzern mit etwa 15 Mrd. Euro Jahresumsatz geschaffen würde. Die beiden Konzerne lagen vor der Fusion auf Platz 2 und 3 im weltweiten Vergleich der Bahntechnikbranche hinter dem chinesischen Konzern CRRC.
Im Juli 2020 genehmigte die EU-Kommission die Übernahme unter der Bedingung, dass alle Verpflichtungszusagen vollständig erfüllt werden, die Alstom der Kommission unterbreitet hat, um wettbewerbsrechtliche Bedenken auszuräumen. Anfang Dezember 2020 lagen die Genehmigungen der weiteren beteiligten Wettbewerbsbehörden vor. Am 29. Januar 2021 wurde die Fusion offiziell abgeschlossen.
Als Auflage der Kartellbehörden wurde der teilweise Verkauf der Werke in Hennigsdorf (Bombardier) und Reichshoffen (Alstom) vorgeschrieben, der bis Ende Juli 2021 erfolgen sollte. Verhandlungen mit Škoda Transportation zum Verkauf beider Standorte waren bis August 2021 nicht erfolgreich. Im November 2021 kündigte Alstom den Verkauf des Werks in Reichshoffen, der Coradia-Polyvalent-Plattform,  und der in Hennigsdorf entwickelten Talent-3-Plattform an die spanische Construcciones y Auxiliar de Ferrocarriles (CAF) an; die Übernahme erfolgte zum 1. August 2024. Die Geschäftsaktivitäten in Bezug auf den Hochgeschwindigkeitszug Zefiro wurden an Hitachi Rail übertragen. Im April 2022 wurde bekannt, dass Alstom gegen Bombardier ein Schiedsgerichtsverfahren eingeleitet hat, weil Bestimmungen aus dem Kaufvertrag von 2020 nicht eingehalten worden seien.

## Auszeichnungen
Bombardier Transportation wurde im Jahr 2008/2009 (Kategorie: Energie + Umwelt) für das System ECO 4, im Jahr 2010/11 für die Zweikraft-Lokomotive ALP-45 (Kategorie: Lokomotive) und im Jahr 2012/2013 für die Induktionsladetechnik PRIMOVE (Kategorie: Triebzüge) mit dem Innovationspreis des Privatbahn Magazins ausgezeichnet.

## Standorte
Weltweit existierten 68 Standorte, elf davon befanden sich in deutschsprachigen Ländern.
- Berlin – Hauptsitz
- Hennigsdorf (Brandenburg) – Produktionsstandort und Verwaltungssitz für die Region Zentral- und Osteuropa (Werk Hennigsdorf)
- Bautzen (Sachsen) – Produktionsstandort für Schienenverkehrsfahrzeuge (Werk Bautzen)
- Görlitz (Sachsen) – Produktionsstandort für Schienenverkehrsfahrzeuge (Werk Görlitz)
- Braunschweig (Niedersachsen) – Entwicklung von Bahnsteuerungssystemen
- Kassel (Hessen) – Produktionsstandort für Lokomotiven (Werk Kassel)
- Mannheim (Baden-Württemberg) – Produktions- und Entwicklungsstandort für Antriebs- & Steuerungstechnik (Werk Mannheim)
- Siegen (Nordrhein-Westfalen) – Produktionsstandort für Drehgestelle (Werk Siegen)
- Wien – Kompetenzzentrum für Straßen- und Stadtbahnen (Bombardier Wien Schienenfahrzeuge)
- Zürich (Kanton Zürich) – Hauptsitz Schweiz
- Villeneuve (Kanton Waadt) – Produktionsstandort

## Angebotene Fahrzeuge (Auswahl)
Fahrzeuge für Straßenbahnen
- Flexity
  - Flexity Berlin
  - Flexity Classic
  - Flexity Outlook
  - Flexity Wien
  - Flexity Zürich
- Rhein-Neckar-Variobahn

- Cobra

Fahrzeuge für Stadtbahnen
- Flexity
  - Flexity Link
  - Flexity Swift
- SSB DT8.11

Fahrzeuge für U-Bahnen
- Movia
- BVG-Baureihe H
- BVG-Baureihe HK
- HHA Baureihe DT5
- London Underground 2009 Tube Stock
- London Underground S Stock

Lokomotiven für Eisenbahnen
- American Locomotive Passenger
  - ALP-46
  - ALP-45DP[32]
- TRAXX
- FS E.464

Triebwagen für Eisenbahnen
- Aventra (Elektrotriebwagen in Großbritannien)
- Electrostar (Großbritannien)
- ITINO
- TALENT
- TALENT 2
- TALENT 3
- TWINDEXX Vario (Doppelstocktriebwagen)
- Turbostar (Dieseltriebwagen in Großbritannien)
- BLS RABe 525 „Nina“
- BLS RABe 535 „Lötschberger“
- DB-Baureihe 422
- DB-Baureihe 423
- DB-Baureihe 424
- DB-Baureihe 425
- DB-Baureihe 430
- DB-Baureihe 474
- DB-Baureihe 481
- DB-Baureihe 490
- DB-Baureihe 612 „RegioSwinger“
- NS Sprinter Lighttrain
- SBB RABe 502

Reisezugwagen
- BiLevel (Doppelstockwagen)
- Doppelstockwagen (Dosto)
- MultiLevel (Doppelstockwagen)
- Married-Pair-Wagen

Hochgeschwindigkeitszüge
- Acela Express
- Renfe HSP 250
- Renfe HSP 350
- Zefiro
- Mitarbeit an TGV und ICE